# Sønder Frenderup
Sønder Frenderup er en bebyggelse i Damsholte Sogn på Møn, ca. 2 kilometer sydøst for Damsholte. Ca. 2 kilometer nordligere ligger Nørre Frenderup.
Sønder Frenderup udskiftedes i 1798. 
I bebyggelsen ligger Stærborggård.